# Sankt Johannes Nepomuks kyrka, Prag
Sankt Johannes Nepomuks kyrka, på tjeckiska officiellt Kostel svatého Jana Nepomuckého na Skalce (”Sankt Johannes Nepomuks kyrka på klippan”), är en romersk-katolsk kyrkobyggnad i Prag, helgad åt den helige martyren Johannes Nepomuk (död 1393). Kyrkan uppfördes i barockstil 1730–1739 efter ritningar av den böhmiske arkitekten Kilian Ignaz Dientzenhofer. 

## Beskrivning
Fasaden har tvärställda tvillingtorn och själva långhuset har formen av en oktogon med konkava sidor. Interiörens takfresk framställer den helige Johannes Nepomuks förhärligande och är utförd av Jan Karel Kovář år 1748.